# Charles Richard Spinney
Charles Richard Spinney (Bedford (Ohio), 15 januari 1934 – Fremont (Californië), 19 juni 2005) was een Amerikaans componist.

## Levensloop
Spinney vertrok met zijn familie in 1947 naar Arizona. Zijn basisopleiding kreeg hij aan de Glendale High School. Aansluitend studeerde hij aan de Arizona State University in Tempe, waar hij zijn Masters of Arts behaalde. Hij was muziekleraar en dirigent aan de High Schools in Wickenburg en Glendale. In 1962 vertrok hij naar Fremont, Californië, en doceerde aan de James Logan High School en vanaf 1964 aan de Mission San Jose High School. Spinney was daar ook dirigent van de harmonieorkesten. Verder was hij dirigent van het Fremont Symphony Orchestra. 
Als componist schreef hij vooral voor harmonieorkesten. 

## Composities

### Werken voor harmonieorkesten
- 1969: An Irish Suite for Band
- 1969: Of Festive Bells and Ancient Kings
- 1976: Winter Reflections
- 1977: Baile de Gaita
- 1977: Christmas Suite of Angels
- A Legend of Kings, a Christmas Fantasy
- Carols of Olde England
- Continental Christmas
- La Fête de Noel
- Morning Commuter
- Still wie die Nacht
- The Battle of Jericho
- Tumbalalaika